# Фонтанська сільська рада
Фонта́нська сільська́ ра́да — орган місцевого самоврядування Фонтанської сільської громади в Одеському районі Одеської області.

## Склад ради
Рада складається з 32 депутатів та голови.
- Голова ради:
- Секретар ради: Мішина Наталія Пилипівна

### Керівний склад попередніх скликань
| Прізвище, ім'я, по батькові | Основні відомості                                                                      | Дата обрання | Дата звільнення |
| --------------------------- | -------------------------------------------------------------------------------------- | ------------ | --------------- |
| Мовчан Віктор Олександрович | Сільський голова, 1964 року народження, освіта вища, член Народно-демократичної партії | 26.03.2006   | 31.10.2010      |
| Мовчан Віктор Олександрович | Сільський голова, 1964 року народження, освіта вища, член Партії регіонів              | 31.10.2010   | 27.05.2014      |

Примітка: таблиця складена за даними сайту Верховної Ради України

### Депутати
За результатами місцевих виборів 2010 року депутатами ради стали:

#### За суб'єктами висування
| Суб'єкт висування               | Кількість обраних депутатів | %    |
| ------------------------------- | --------------------------- | ---- |
| Партія регіонів                 | 16                          | 50   |
| Самовисування                   | 14                          | 43,8 |
| Народна партія                  | 1                           | 3,1  |
| Політична партія «Сила і честь» | 1                           | 3,1  |

#### За округами
| № округу                        | Прізвище, ім'я, по батькові       | Дата визнання обраним | Освіта  | Партійна приналежність                                          | Відомості про обраного депутата                           |
| ------------------------------- | --------------------------------- | --------------------- | ------- | --------------------------------------------------------------- | --------------------------------------------------------- |
| Народна Партія                  |                                   |                       |         |                                                                 |                                                           |
| 8                               | Зігангірова Наталія Володимирівна | 04.11.2010            | вища    | член Народної партії                                            | приватний підприємець                                     |
| Партія регіонів                 |                                   |                       |         |                                                                 |                                                           |
| 1                               | Ліб Ігор Євгенович                | 04.11.2010            | вища    | позапартійний                                                   | ОК «Чорноморська рів'єра», голова                         |
| 3                               | Шибко Віталій Валерійович         | 04.11.2010            | вища    | позапартійний                                                   | Фонтанська сільська рада, спеціаліст                      |
| 5                               | Буданова Минодора Дмитрівна       | 04.11.2010            | середня | позапартійна                                                    | пенсіонер                                                 |
| 7                               | Баловнєва Тетяна Віталіївна       | 04.11.2010            | вища    | позапартійна                                                    | виконком Фонтанської сільської ради, секретар             |
| 9                               | Шульга Андрій Володимирович       | 04.11.2010            | середня | позапартійний                                                   | ТОВ «Перлина», директор                                   |
| 10                              | Баловнєв Ігор Анатолійович        | 04.11.2010            | вища    | позапартійний                                                   | тимчасово не працює                                       |
| 12                              | Мясникова Людмила Леонідівна      | 04.11.2010            | середня | позапартійна                                                    | Фонтанська сільська рада, головний бухгалтер              |
| 13                              | Мішина Наталія Пилипівна          | 04.11.2010            | вища    | позапартійна                                                    | тимчасово не працює                                       |
| 14                              | Василишин Юрій Іванович           | 04.11.2010            | середня | позапартійний                                                   | пенсіонер                                                 |
| 19                              | Донець Микола Миколайович         | 04.11.2010            | середня | позапартійний                                                   | пенсіонер                                                 |
| 21                              | Єгізарян Баграт Саркісович        | 04.11.2010            | вища    | позапартійний                                                   | ПП «Базальт», директор                                    |
| 22                              | Семенов Олександр Володимирович   | 04.11.2010            | середня | позапартійний                                                   | приватний підприємець                                     |
| 24                              | Замрій Неля Миколаївна            | 04.11.2010            | вища    | позапартійна                                                    | Комінтернівський район електромереж, керівник             |
| 26                              | Служенко Анатолій Романович       | 04.11.2010            | середня | позапартійний                                                   | КП «Фонтан», механік                                      |
| 28                              | Янкова Євгенія Петрівна           | 04.11.2010            | середня | позапартійна                                                    | ТОВ «Інфікс Водоканал», контролер                         |
| 30                              | Петрушка Юрій Михайлович          | 04.11.2010            | середня | позапартійний                                                   | ЗАО з II «Сінтез Ойл», електрик                           |
| Політична партія «Сила і Честь» |                                   |                       |         |                                                                 |                                                           |
| 20                              | Корченко Павло Віталійович        | 04.11.2010            | середня | член Політичної партії «Сила і Честь»                           | тимчасово не працює                                       |
| Самовисування                   |                                   |                       |         |                                                                 |                                                           |
| 2                               | Кмець Іван Анатолійович           | 04.11.2010            | вища    | позапартійний                                                   | пенсіонер                                                 |
| 4                               | Бабій Галина Миколаївна           | 04.11.2010            | середня | член «Жінки за майбутнє» Всеукраїнського політичного об'єднання | приватний підприємець                                     |
| 6                               | Слюсар Ігор Анатолійович          | 04.11.2010            | вища    | позапартійний                                                   | порт «Южний», докер                                       |
| 11                              | Середа Сергій Вікторович          | 04.11.2010            | середня | позапартійний                                                   | тимчасово не працює                                       |
| 15                              | Литвинова Ірина Віталіївна        | 04.11.2010            | вища    | член Політичної партії «Фронт Змін»                             | тимчасово не працює                                       |
| 16                              | Курдєнкова Олена Володимирівна    | 04.11.2010            | середня | позапартійна                                                    | приватний підприємець                                     |
| 17                              | Ліпатов Олександр Іванович        | 04.11.2010            | середня | позапартійний                                                   | приватний підприємець                                     |
| 18                              | Малявко Олександр Ігорович        | 04.11.2010            | вища    | член Політичної партії «Сильна Україна»                         | тимчасово не працює                                       |
| 23                              | Шаргородський Василь Михайлович   | 04.11.2010            | середня | позапартійний                                                   | тимчасово не працює                                       |
| 25                              | Філіповська Наталія Іванівна      | 04.11.2010            | вища    | член Партії регіонів                                            | Фонтанська сільська лікарняна амбулаторія, лікар          |
| 27                              | Лобан Сергій Анатолійович         | 04.11.2010            | вища    | позапартійний                                                   | Комінтернівський РВК Одеської області, військовий комісар |
| 29                              | Недолуженко Валерій Васильович    | 04.11.2010            | середня | позапартійний                                                   | тимчасово не працює                                       |
| 31                              | Матяш Дмитро Іванович             | 04.11.2010            | вища    | член Партії регіонів                                            | ТОВ «Центр», комерційний директор                         |
| 32                              | Пірик Віктор Георгійович          | 04.11.2010            | вища    | позапартійний                                                   | порт «Южний», майстер                                     |